# Hōzen-ji (Osaka)
Le Hōzen-ji (法善寺) est un temple bouddhiste dans l'arrondissement Chuo-ku à Osaka, au Japon.
Le temple est situé dans le quartier de Dotonbori, près de la gare de Namba. Il a la réputation au Japon d'aider les femmes qui vont accoucher.

## Histoire
Le temple a été fondé en 1637. Sis au milieu d'un quartier de théâtres et autres lieux de spectacles, il était fréquenté par les acteurs et autres artistes. Des spectacles s'y donnaient régulièrement dans des tentes.
À l'exception d'une statue, il a été complètement détruit lors des bombardements de 1945. La statue de Fudō Myōō est connue pour son aspect inhabituel : elle est entièrement recouverte de mousse. Verser de l'eau sur la statue, connue sous le nom de « Mizukake Fudo », est un geste porte-bonheur selon la tradition.

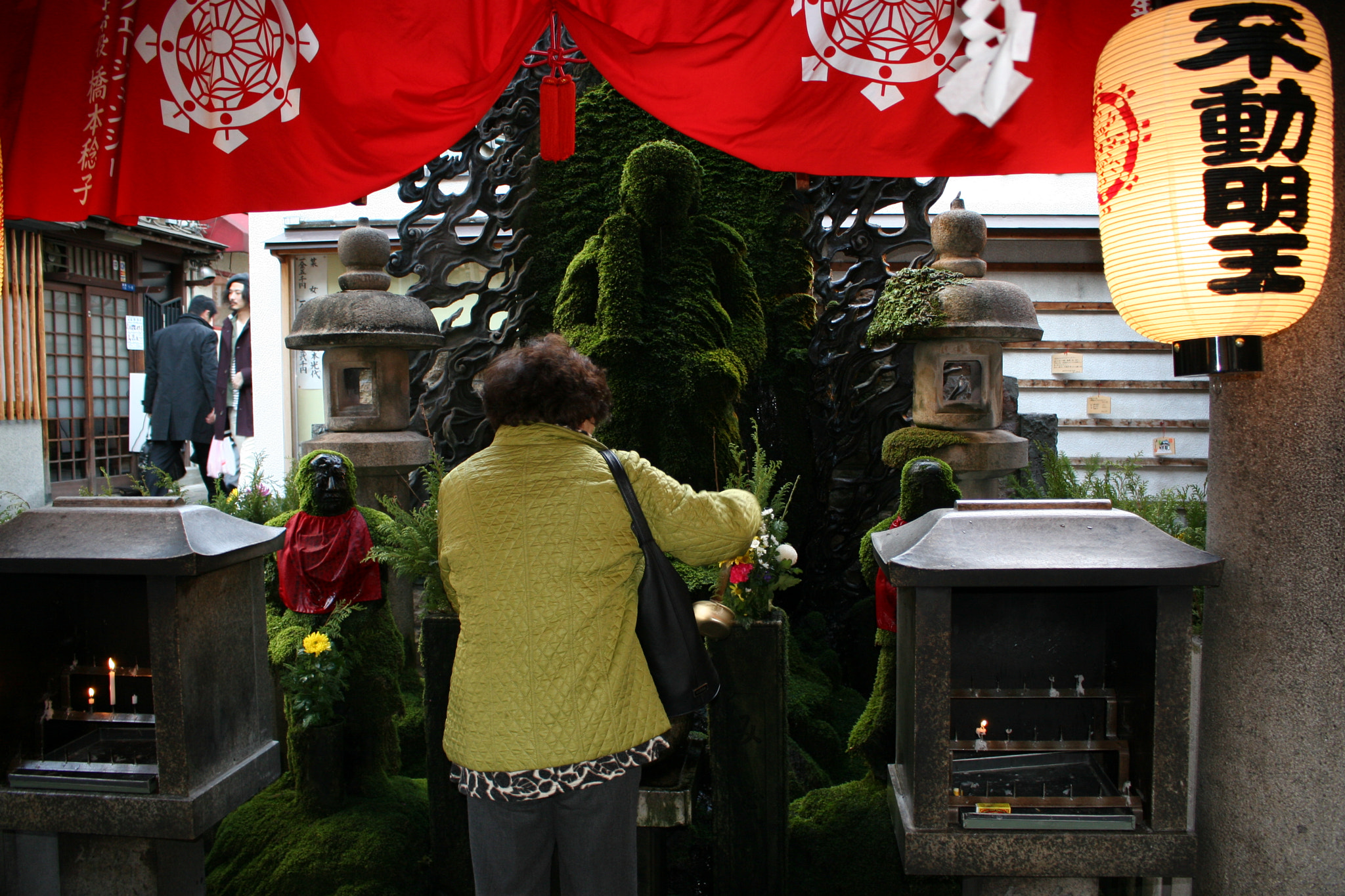
Statue de Mizukake Fudo, arrosée par une visiteuse.